# بينغدو
بينغدو (بالصينية: 平度市 )‏ هي مدينة على مستوى مقاطعة، في جمهورية الصين الشعبية، تتبع تشينغداو، تبلغ مساحتها 3,176 كيلومتر مربع، رمزها البريدي هو 266700.

## التقسيمات الإدارية
- Liyuan Subdistrict  [لغات أخرى]‏
- Renzhaozhen  [لغات أخرى]‏
- Wanjia Town  [لغات أخرى]‏
- Dianzizhen  [لغات أخرى]‏
- Dazeshan Town  [لغات أخرى]‏
- Cuizhao Town  [لغات أخرى]‏
- Pingdu Export-Oriented Processing Industries District  [لغات أخرى]‏.

## أعلام
- وانغ جيان تشنغ